# سرزمین‌ویکتوریا
سرزمین‌ویکتوریا (به انگلیسی: Victorialand) چهارمین آلبوم استودیویی از گروهٔ موسیقی آلترناتیو راک اسکاتلندی کوکتو تویینز می‌باشد که در سال ۱۹۸۶ از سوی ۴ای‌دی منتشر گردید. آن‌ها در این آلبوم بدون بیس‌زن سایمون ریموند، خواننده الیزابت فریزر و گیتارزن/تهیه‌کننده رابین گاتری کار کرده‌اند زیرا تصمیم گرفته بودند این آلبوم صدای مبهم و ظریف‌تری داشته باشد.